# Incredibilii
Incredibilii (titlu original The Incredibles) este un film american de animație cu supereroi din anul 2004, scris și regizat de Brad Bird și lansat de Walt Disney Pictures. Este al șaselea film produs de studiourile Pixar. 
Titlul filmului se referă la numele unei familii de supereroi care este forțată să se ascundă în suburbiile unui oraș obișnuit, trăind în anonimat, fără a-și dezvălui puterile. Dorința acidă a Dl. Incredibil de a sări în ajutorul celorlalți îi pune întreaga familie în primejdie în fața unui ticălos nebun care dorește să subjuge lumea cu o armată de roboți. 
Premiera românească a avut loc pe 26 noiembrie 2004, în varianta subtitrată, filmul fiind distribuit de Glob Com Media, de asemenea este disponibil și pe DVD și Blu-Ray, distribuit de Prooptiki și Provideo România.
O continuare, intitulată Incredibilii 2, a fost lansată pe 15 iunie 2018.
Vocile în limba română sunt asigurate de: Cosmin Seleși, Adriana Titieni și Șerban Pavlu. 

## Acțiune
Opinia publică se întoarce împotriva supereroilor din cauza daunelor colaterale rezultate în urma luptei lor cu crima. După mai multe procese, guvernul inițiază în tăcere un program de relocare, care îi obligă pe supereroi să renunțe permanent la identitățile lor de erou și să trăiască o viață normală.
15 ani mai târziu, Bob și Helen Parr  (cunoscuți în trecut ca supereroii Dl. Incredibil și Fata Elastică) trăiesc o viață liniștită în suburbie împreună cu copii lor: Violet, Dash și bebelușul Jack-Jack. Deși își iubește familia, lui Bob nu-i place atmosfera calmă și plictisitoare din suburbie, precum și slujba sa la birou. Astfel, împreună cu prietenul său Lucius Best (cunoscut în trecut ca supereroul Frozone), Bob uneori retrăiește "zilele de glorie" ocupându-se de diverse probleme și crime noaptea, în calitate de justițiar. 
După ce șeful său, Gilbert Huph, îi împiedică să oprească un jaf, Bob își pierde temperamentul și îl rănește, ducând la concedierea sa. Întorcându-se acasă, Bob găsește un mesaj de la o femeie misterioasă numită Miraj, care îl convinge să devină din nou Domul Incredibil și îi dă o misiune să distrugă un robot scăpat de sub control numit Omnidroid, pe insula îndepărtată Nomanisan. Bob găsește Omnidroidul și îl distruge, păcălindu-l să-și distrugă singur sursa de energie.
Astfel, Bob găsește acțiunea și viața pe care și-o dorea; în următoarele două luni, el își îmbunătățește relația cu familia și începe să se antreneze serios, în timp ce așteaptă mai multe misiuni de la Miraj. Într-o zi, descoperind o ruptură în costumul său, el o vizitează pe designerul de costume pentru supereroi Edna Mode. Aceasta, crezând că Helen știe cu ce se ocupă Bob, face costume noi pentru întreaga familie.
Plecând încă o dată pe Nomanisan, Bob descoperă că Miraj lucrează pentru Buddy Pine, un fost fan al lui său pe care l-a respins în trecut când acesta s-a oferit să-i devină partener. După ce a adoptat numele de Sindrom, el a perfecționat Omnidroidul, angajând diferiți supereroi să lupte cu acesta, la fel cum a făcut și cu Bob. Astfel, acum că  robotul este capabil să-l învingă pe Domnul Incredibil, Sindrom intenționează să trimită Omnidroidul în orașul Metroville, unde îl va controla în secret și îl va învinge în public, astfel devenind el însuși un erou. După aceasta, el își va vinde invențiile pentru ca toată lumea să devină un erou, și astfel titlul de supererou nu va mai avea nicio importanță, deoarece toți vor fi la fel.
Între timp, Helen o vizitează pe Edna și află ce a făcut Bob. Edna activează un dispozitiv de urmărire pe care l-a construit în costume, permițandu-i lui Helen să-l găsească pe Bob, dar, neintenționat, acest lucru duce la descoperirea și capturarea acestuia. Helen împrumută un avion privat pentru a se îndrepta spre Nomanisan, dar Violet și Dash s-au ascuns la bord și și-au luat costumele, lăsându-l pe Jack-Jack acasă cu un babysitter.
Sindrom distruge avionul lui Helen cu rachete, dar ea și copiii supraviețuiesc și ajung pe insulă. Helen se infiltrează în bază, descoperind planul lui Sindrom de a trimite Omnidroidul în Metroville într-o rachetă. Făcandu-i-se milă de Bob, Miraj îl eliberează și îl informează despre supraviețuirea familiei sale. În același timp, Helen sosește și pleacă împreună cu Bob pentru a-și găsi copiii. Dash și Violet sunt găsiți și urmăriți de câțiva din soldații lui Sindromului, dar îi alungă pe mare parte cu puterile lor, înainte de a se reîntâlni cu părinții lor. Împreună, ei îi înving pe ultimii soldații, dar Sindrom îi capturează, lăsându-i închiși pe insulă, în timp ce el pleacă spre Metroville după Omnidroid.
Cu ajutorul lui Miraj, familia reușește să scape și se îndreaptă spre Metroville într-o rachetă de rezervă. Acolo, planul lui Sindrom se întoarce împotriva sa când Omnidroidul îl detectează ca pe un erou și îl atacă, lăsându-l inconștient și făcându-l să-și scape telecomanda cu care îl controla. Familia Parr sosește și, cu ajutorul lui Frozone, luptă cu robotul. În cele din urmă, Bob găsește telecomanda și o folosește pentru a controla brațul Omnidroidului, făcându-l să-și distrugă propria sursă de energie. Astfel, orașul este salvat, iar cetățenii le sunt recunoscători eroilor, care își sărbătoresc victoria.
Familia Parr ajunge acasă și îl găsesc pe Sindrom încercând să fugă cu Jack-Jack, pe care vrea să-l antreneze să-i devină partener și să-l folosească să se răzbune pe ei. În timp ce zboară spre avionul său, Sindrom este atacat de Jack-Jack care își manifestă puterile. El îl scapă pe Jack-Jack, dar Helen îl salvează, în timp ce Bob aruncă o mașină în Sindrom, care îl face să fie atras în motorul avionului, ducând astfel la moartea sa și la explozia avionului. Din fericire, cu toții scapă nevătămați.
Trei luni mai târziu, familia Parr duce din nou o viață normală. Totuși, după ce iau parte la o cursă a lui Dash, ei au de-a face cu apariția unui nou răufăcător numit Subminatorul. Ei își pun măștile de erou, gata să înfrunte noua amenințare.